# Conseil national de la transaction et de la gestion immobilières
Le Conseil national de la transaction et de la gestion immobilières (CNTGI) est un organe, bénéficiant de la personnalité morale,  représentatif de la profession immobilière. Prévu par l’article 24 de la loi pour l'accès au logement et un urbanisme rénové  (Alur) il pour mission de veiller au maintien et à la promotion des principes de moralité, de probité et de compétence nécessaires au bon accomplissement des activités des professionnels de l’immobilier.

## Histoire
Si la loi "logement et urbanisme" entend moraliser et professionnaliser  l'activité des professionnels de l'immobilier c'est qu'ils qui jouissaient d'une mauvaise réputation. 
Le Conseil national de la transaction et de la gestion immobilières a été mis en place le 30 juillet 2014. 
Ses missions sont élargies en 2017 : la loi lui confie la discipline des professionnels .

## Missions

### Conseils au gouvernement
Le conseil propose au garde des sceaux et aux ministres chargés de la consommation et du logement :
- Les règles constituant le code de déontologie ;
- La nature de l'obligation d'aptitude professionnelle définie ;
- La nature de l'obligation de compétence professionnelle  ;
- La nature et les modalités selon lesquelles s'accomplit la formation continue ;
- Le conseil est consulté pour avis sur l'ensemble des projets de textes législatifs ou réglementaires relatifs à l'exercice des activités mentionnées.

### Pouvoir disciplinaire
Le conseil a la charge de la discipline des professionnels relevant de la loi Hoguet.

### Rapport annuel
Le Conseil national  rend compte de son activité dans un rapport annuel adressé au ministre de la justice et aux ministres chargés du logement, de l'économie et de la consommation. Le premier rapport a été publié le 11 décembre 2015

## Administration, direction
Outre son président, le CNTGI est composé de 12 membres représentants de syndicats des professionnels de l’immobilier et d’associations de défense des consommateurs œuvrant dans le domaine du logement. 
Un arrêté du 27 novembre 2017 a nommé les membres : 
Au titre des professionnels : Union des syndicats de l'immobilier  (2 titulaires, 2 suppléants) ;  syndicat national des professionnels immobiliers  (2 titulaires, 2 suppléants) ; Fédération nationale de l'immobilier (3 titulaires, 3 suppléants) ;  
Au titre des représentants des consommateurs choisis parmi les associations de défense des consommateurs œuvrant dans le domaine du logement : Confédération nationale du logement (1 titulaire, 1 suppléant) ; Confédération générale du logement (1 titulaire, 1 suppléant) ; Confédération syndicale des familles (1 titulaire, 1 suppléant), association Consommation logement et cadre de vie (1 titulaire, 1 suppléant), Association force ouvrière consommateurs  (1 titulaire, 1 suppléant)
Le conseil est présidé par  M. Bernard VORMS, ancien directeur général de l’Agence Nationale pour l’Information sur le Logement (ANIL).

## Procédure disciplinaire
Le président du CNTGI peut être saisi par le procureur de la République, le préfet 'ou, à Paris, le préfet de police) les associations de défense des consommateurs agréées, l’observatoire local des loyers, les professionnels soumis à la loi Hoguet. Un service du CNRGI  procède aux enquêtes préalables à l’ouverture des procédures disciplinaires. À l’issue de l’enquête  l’enquêteur adresse son rapport au bureau (président du CNTGI et deux membres élus parmi les cinq professionnels ayant cessé d’exercer et les cinq représentants de consommateurs). Lorsque les faits justifient l’engagement d’une procédure disciplinaire, le bureau, composé du président du collège et de deux membres élus (un professionnel  et un représentant des consommateurs) liste les griefs.
Les sanctions disciplinaires peuvent aller de l’avertissement à l’interdiction définitive d’exercer.